# Pavonie

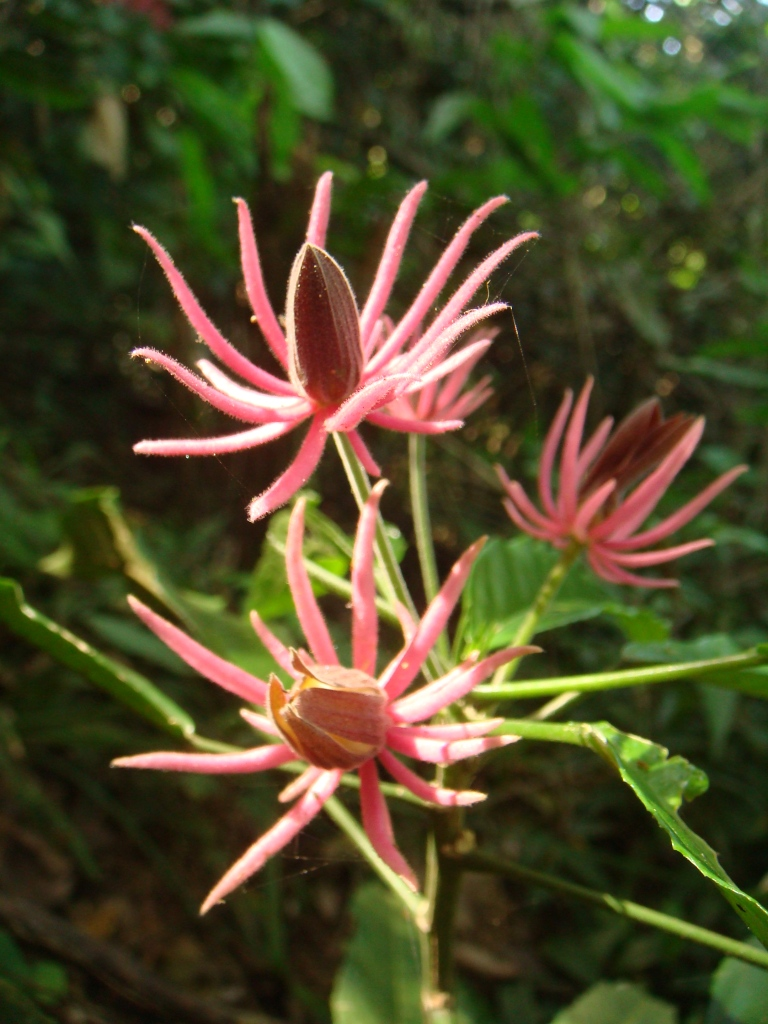
Nakvétající Pavonia multiflora

Pavonie (Pavonia) je rozsáhlý rod rostlin z čeledi slézovité, zahrnující okolo 250 druhů. Je rozšířen s různou četností v tropech všech kontinentů, nejvíce v Jižní Americe. Jsou to většinou keře a polokeře s jednoduchými střídavými listy. Květy jsou pravidelné, různých barev. Opyluje je většinou hmyz, některé druhy i kolibříci. Plody jsou suché a rozpadají se na nepukavé jednosemenné plůdky.
Některé druhy jsou pěstovány jako okrasné rostliny, zejména pavonie mnohokvětá a její kříženec Pavonia x gledhillii. Jiné druhy poskytují lýkové vlákno nebo jsou využívány v lokální medicíně.

## Popis
Pavonie jsou přímé keře a polokeře, řidčeji i plazivé vytrvalé byliny a výjimečně i malé stromy. V odění jsou často přítomny hvězdovité chlupy.
Listy jsou střídavé, jednoduché, řapíkaté, s celistvou nebo i dlanitě členěnou čepelí a zubatým, vroubkovaným nebo výjimečně téměř celokrajným okrajem. Žilnatina může být dlanitá, zpeřená nebo od báze vícežilná.
Palisty jsou u většiny druhů vytrvalé. Květy jsou drobné až velké, oboupohlavné, pětičetné, jednotlivé úžlabní nebo uspořádané v hroznech, latách či hlávkách. Některé druhy jsou kauliflorní. Kalich je vytrvalý, pětičetný, zvonkovitý nebo miskovitý a zakončený laloky. Mimo samotného kalicha je přítomen i kalíšek, složený ze 4 až mnoha volných nebo na bázi srostlých listenů. Koruna je kolovitá až trubkovitá, nejčastěji růžová, fialová, červená nebo žlutá, srostlá s bází tyčinek. Tyčinky jsou srostlé ve sloupek který délkou většinou nepřesahuje korunní lístky. Semeník obsahuje 5 komůrek v nichž je po 1 vajíčku. Čnělka je členěná do 10 ramen zakončených hlavatými bliznami. Plody jsou poltivé (schizokarp), rozpadající se na 5 suchých, jednosemenných, zpravidla nepukavých plůdků a podepřené vytrvalým kalichem. Plůdky mohou mít na povrchu ostny nebo různé skulptury.

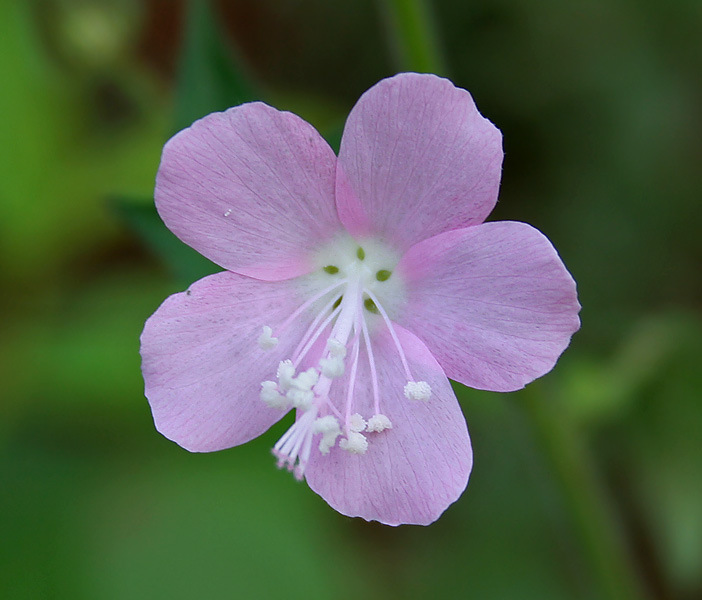
Květ P. zeylanica
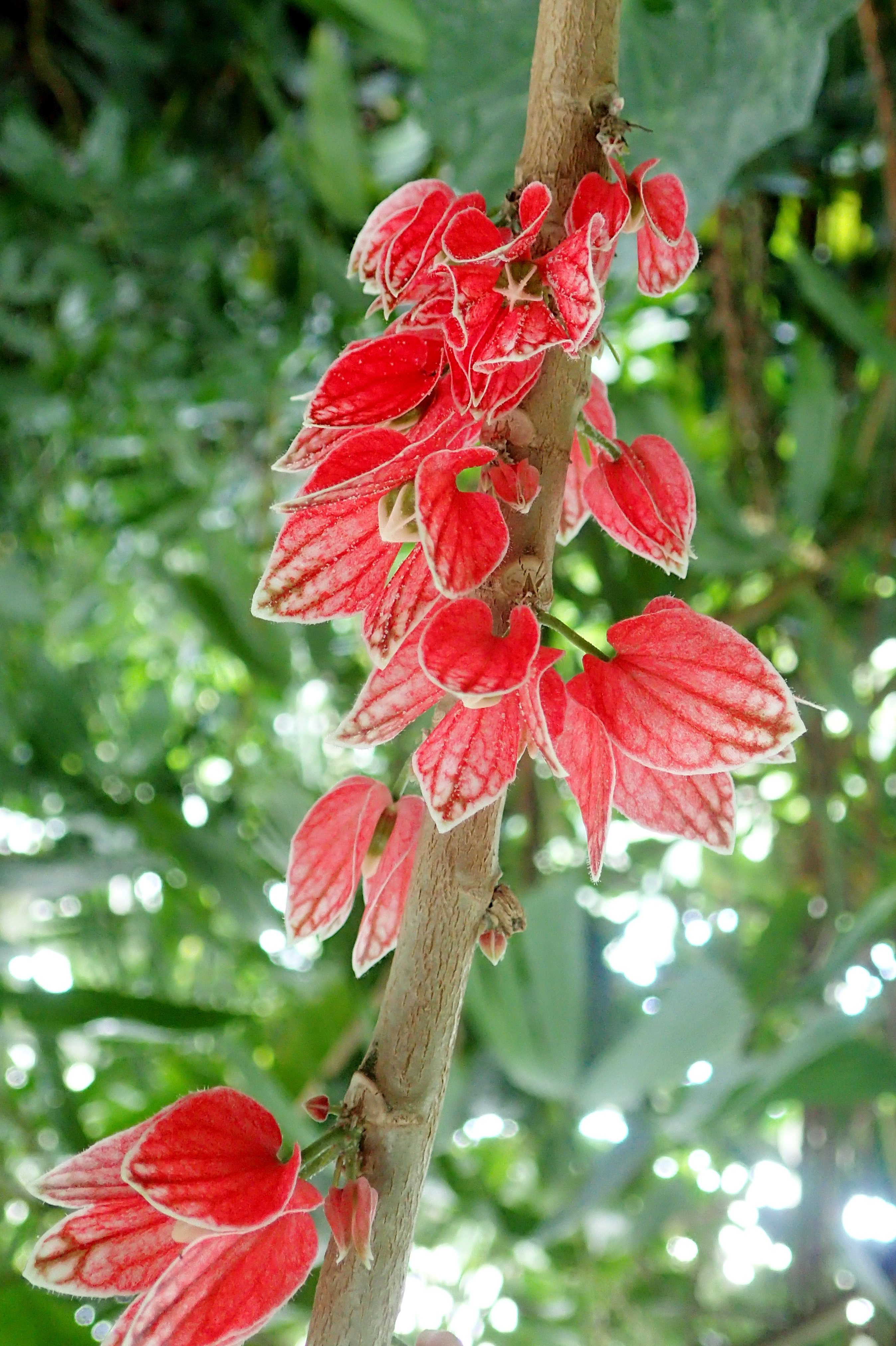
Kauliflorní druh P. cauliflora
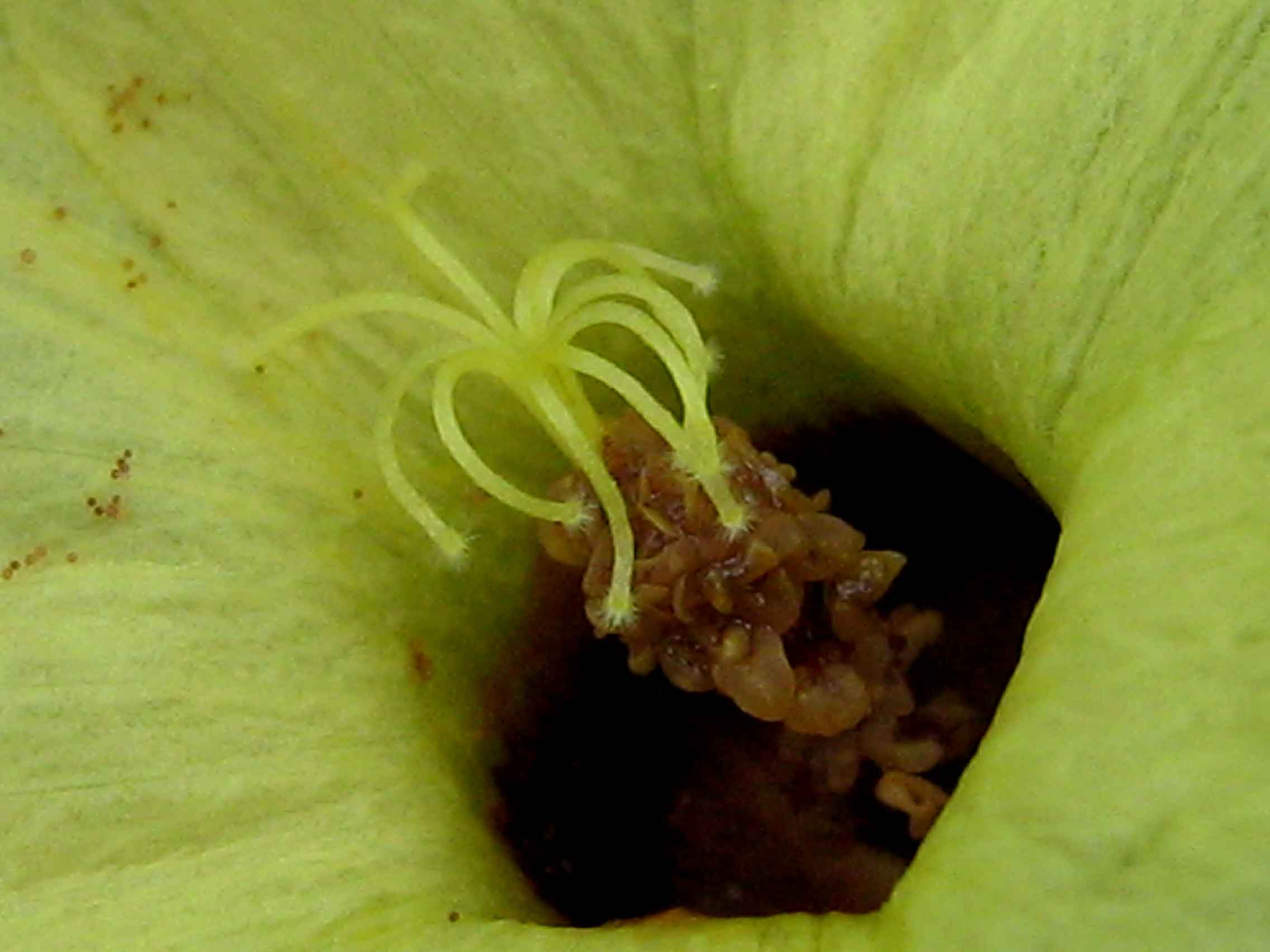
Detail středu květu P. cancellata
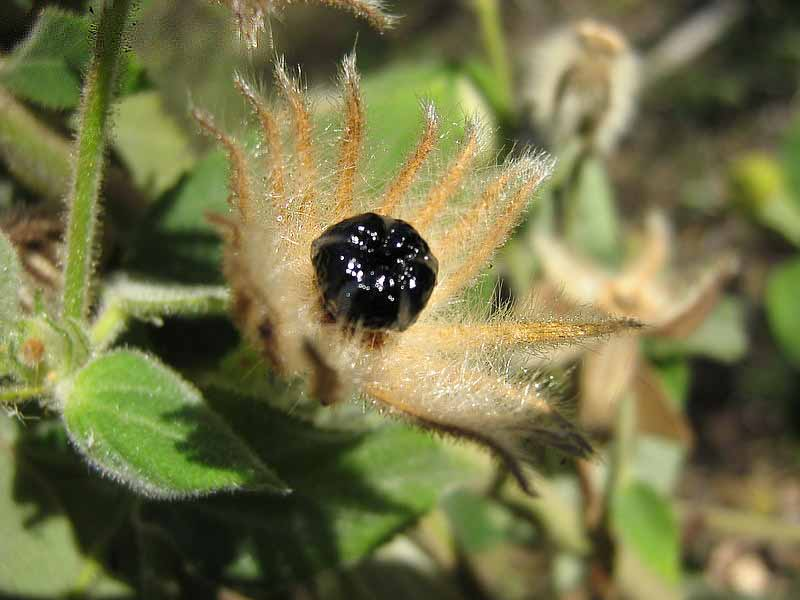
Plod P. malacophylla

## Rozšíření
Rod zahrnuje asi 250 druhů. Je rozšířen zejména v Latinské Americe, v menší míře i v Africe, Arábii, Madagaskaru, jižní Asii a Austrálii. Největší počet druhů (asi 160) roste v Jižní Americe, kde sahá areál na jih až po Argentinu. V USA jsou původní 3 druhy: Pavonia paludicola a P. spinifex na Floridě a P. lasiopetala v Texasu. Mimo to v některých jižních státech USA roste zdomácněle jihoamerický druh P. hastata. Tento druh také široce zdomácněl ve východní Austrálii. V Africe zahrnuje areál rozšíření rodu téměř celou subsaharskou Afriku, Egypt a Arábii, v tropické Asii sahá od Pákistánu po Myanmar. Několik druhů roste na ostrovech Tichomoří. Z Číny, jihovýchodní Asie a Papuasie nejsou pavonie uváděny.
Pavonie často rostou jako polokeře v podrostu tropických deštných lesů, některé keřovité druhy jsou charakteristické pro narušená stanoviště.

## Ekologické interakce
Květy pavonií jsou opylovány zejména rozličných hmyzem, některé americké druhy jsou však specializovány na opylování kolibříky. Náleží mezi ně např. stromovitý druh P. bahamensis se zelenožlutými zvonkovitými květy, pocházející z Baham. Podobné květy má i P. paludicola, na Karibských ostrovech jsou navštěvovány nejmenším ptákem světa, kolibříkem zvaným kalypta nejmenší (Mellisuga helenae).
Plůdky mají u mnohých druhů na vrcholu ostny a šíří se na srsti zvířat. Druh P. paludicola často roste v mangrovech a jeho plody jsou šířeny vodou.

## Etymologie
Rod byl nazván na počest španělského botanika a cestovatele jménem José Antonio Pavón y Jiménez, žijícího v 18. a 19. století.

## Taxonomie
Rod Pavonia je v rámci čeledi slézovité řazen do podčeledi Malvoideae a tribu Malvavisceae. Sesterskou větví je podle výsledků molekulárních studií rod Malvaviscus. Část druhů pavonií byla v minulosti oddělována do samostatného rodu Goethea.

## Zástupci
- pavonie mnohokvětá (Pavonia multiflora)[1]

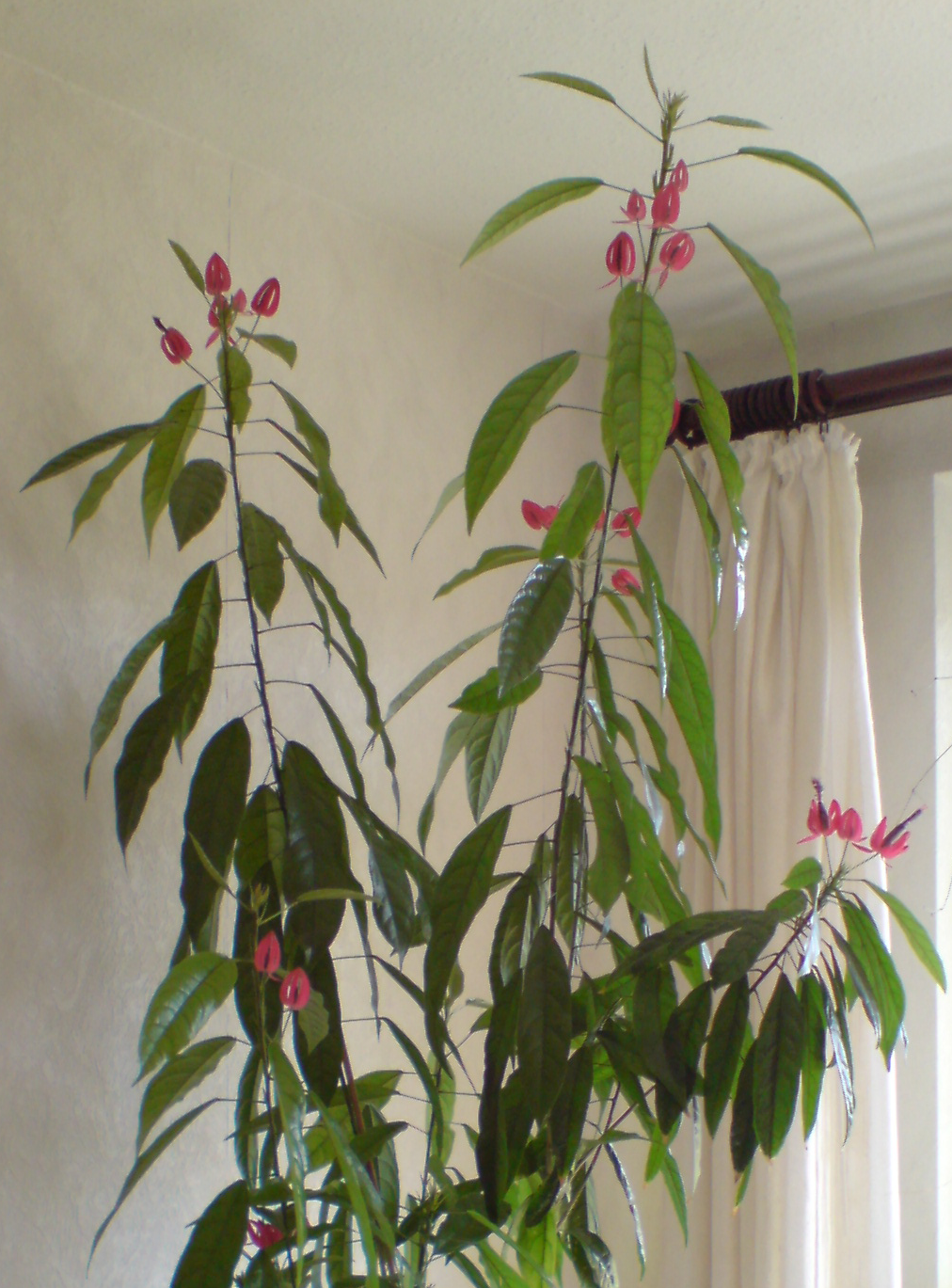
Pavonia × gledhillii jako pokojová rostlina

## Význam
Pavonie mnohokvětá (Pavonia multiflora) je v tropech celého světa pěstována jako okrasný keř. Často se pod tímto názvem pěstuje kříženec s druhem P. makoyana, zvaný Pavonia x gledhillii. Oba druhy jsou používány také jako pokojové rostliny. Z dalších druhů se pěstuje např. zajímavě kvetoucí P. strictiflora. Druh P. bahamensis sice nekvete příliš nápadně, je však vysazován v amerických zahradách, neboť přitahuje kolibříky sající nektar z květů. Některé africké druhy pavonií poskytují lýková vlákna podobná kenafu, zejména P. urens a P. schimperiana.
Druh Pavonia fruticosa je v Guyaně používán jako léčivá rostlina zejména při horečce a kožních onemocněních. P. zeylanica slouží v indické medicíně proti střevním parazitům a jako projímadlo, P. odorata při revmatu, trávicích potížích a jako protizánětlivý prostředek.